# Novoukrainka (huyện)
Huyện Novoukrainka (tiếng Ukraina: Новоукраїнський район, chuyển tự: Novoukrainkas'kyi raion) là một huyện của tỉnh Kirovohrad thuộc Ukraina. Huyện Novoukrainka có diện tích 1668 km², dân số theo điều tra dân số ngày 5 tháng 12 năm 2001 là 48807 người với mật độ 29 người/km2. Trung tâm huyện nằm ở Novoukrainka.